# Pico da Lomba
O Pico da Lomba é uma elevação portuguesa localizada no concelho de Angra do Heroísmo, ilha Terceira, arquipélago dos Açores.
Este acidente montanhoso de origem vulcânica encontra-se geograficamente localizado na parte Oeste da ilha Terceira, eleva-se a 776 metros de altitude acima do nível do mar e encontra-se intimamente relacionado com a formação geológica dos contrafortes do vulcão da Serra de Santa Bárbara do qual faz parte, fazendo com esta montanha parte da maior formação geológica da ilha Terceira que se eleva a 1021 metros acima do nível do mar e faz parte do conjunto montanhoso denominado como Serra de Santa Bárbara.
Encontra-se nas imediações deste pico a Gruta do Natal, a Lagoa do Negro e o Pico Gordo, o Mistério Negro, o Pico Gaspar e o Pico da Cancela.
Da bacia hidrográfica do Pico da Lomba e da vertente Noroeste da Serra de Santa Bárbara sai a Ribeira de Trás e um dos afluentes da Ribeira Brava.